# Свободненський регіон Забайкальської залізниці
Свободненське відділення Забайкальської залізниці — територіальний структурний підрозділ філії РЗ «Забайкальська залізниця».
Підприємство обслуговує основну лінію Уруша — Архара та допоміжні ділянки: Благовєщенську, Райчихінську, Поярківську.
Загальна експлуатаційна довжина колій сягає 1110 кілометрів.
Загальна чисельність працюючих становить 19556 осіб.

## Історичні відомості
Утворено 1959 року після приєднання Амурської залізниці до Забайкальської залізниці.
Головна лінія електрифікована з 1982 по 1987 рік.

## Структура
Відділенню підпорядковані:
- 59 станцій;
- 3 локомотивних депо;
- 3 вагонних депо;
- 8 дистанцій колії;
- 5 дистанцій сигнализації та зв'язку;
- 5 дистанцій цивільних споруд;
- 4 енергодільниці.